# Liste des gonfaloniers de justice et prieurs de la république de Florence
 (avril 2024).
 (avril 2024).
Si vous disposez d'ouvrages ou d'articles de référence ou si vous connaissez des sites web de qualité traitant du thème abordé ici, merci de compléter l'article en donnant les références utiles à sa vérifiabilité et en les liant à la section « Notes et références ».
 (avril 2018).
La liste des gonfaloniers de justice et prieurs de la république de Florence établit la liste chronologique, entre 1282 et 1532, des membres des gouvernements successifs de l'État florentin.

## Contexte

### La république de Florence de 1115 à 1282
En 1115, la ville de Florence, relevant jusque-là de la seigneurie des marquis de Toscane, acquiert un statut de commune, dotée d'un gouvernement autonome, dirigé par le seigneur de Florence. 
Elle devient une cité-État, à l'instar de la république de Venise, apparue beaucoup plus tôt (697), car issue du retrait de l'Empire byzantin hors d'Italie.

### Réformes de la fin duXIIIesiècle

#### Apparition des prieurs (1282)
Les prieurs sont institués le 15 juin 1282 et forment un collège adjoint au seigneur de Florence.  
Les prieurs sont élus pour deux mois, au nombre de trois pour le premier bimestre, mais portés au nombre de six, soit un par quartier officiellement délimité (sestiere) de la cité, dès le deuxième.
Les sestieri sont les suivants : Oltrarno, San Piero Scheraggio, Borgo, Porta del Duomo, San Pancrazio (ou San Brancazio) et Porta San Piero.

#### Apparition du gonfalonnier de justice (1293)
Le gonfalonnier de justice est institué quelques années plus tard, en 1293. 
Il a la charge de présider le Collège des Prieurs, mais sa voix n'a pas plus de valeur que celle des autres. 
Il est, comme son nom l'indique, le gardien de la bannière (gonfalone) de Florence et le porte-drapeau de la cité. 
Il avait également la responsabilité des forces de sécurité intérieure et du maintien de l'ordre public. 
Son manteau de pourpre, bordé d'hermine, est brodé d'étoiles d'or pour le distinguer des simples prieurs. Dans la liste suivante, les Gonfaloniers de Justice sont inscrits en gras, pour les distinguer des Prieurs.

### La réforme de 1343
Au mois d'août 1343, après le renversement de Gautier de Brienne, duc titulaire d'Athènes et seigneur de Florence, l'organisation politique de la cité fut réformée. Le 28 juillet précédent, les citoyens de la cité avaient choisi 15 Réformateurs (Riformatori) pour diriger le Gouvernement par intérim et modifier les institutions. Ce Collège était présidé par Angelo Acciaiuoli, évêque de la ville, et composé des autres membres suivants : Mess. Ridolfo de'Bardi, Mess. Pino de'Rossi et Sandro di Cenni Biliotti, représentant le sestiere Oltrarno; Mess. Giannozzo Cavalcanti, Simone Peruzzi et Filippo di Duccio Magalotti, représentant le sestiere San Piero Scheraggio; Mess. Giovanni Gianfigliazzi et Bindo di Mess. Oddo Altoviti, représentant le sestiere Borgo; Mess. Testa Tornaquinci et Marco Strozzi, représentant le sestiere San Pancrazio; Mess. Francesco de'Medici et Mess. Bindo della Tosa, représentant le sestiere Porta del Duomo; Mess. Talano Adimari et Mess. Bartolo de'Ricci, représentant le sestiere Porta San Piero.
Les six sestieri sont remplacés par quatre quartieri qui sont : Santo Spirito (l'ancien sestiere d'Oltrarno, qui ne fit que changer de nom), Santa Croce (composé de la totalité de l'ancien sestiere de San Piero Scheraggio et d'un tiers de celui de Porta San Piero), Santa Maria Novella (composé des anciens sestieri de Borgo et San Pancrazio) et San Giovanni (composé de l'ancien sestiere de Porta del Duomo et de deux tiers de celui de Porta San Piero). Le nombre des Prieurs fut porté à douze, trois par nouveau quartier, un représentant de la noblesse (Grande) et deux représentants du Popolo. Le début de leur mandat fut fixé au 1er jour du mois, et non plus au 15. Le Gonfalonier de Justice fut supprimé.
En outre, le Collège des Prieurs est flanqué d'un Collège de Huit Conseillers (Consiglieri), deux par nouveau quartier, un représentant de la noblesse (Grande) et un représentant du Popolo: Bartolo di Mess. Jacopo de'Bardi, membre de la noblesse, et Adovardo Belfredelli, membre du Popolo, représentant le quartier Santo Spirito; Domenico di Mess. Jacopo Cavalcanti, membre de la noblesse, et Mess. Francesco di Mess. Lotto Salviati, membre du Popolo, représentant le quartier Santa Croce; Nepo di Doffo Spini, membre de la noblesse, et Piero di Ser Feo da Signa, membre du Popolo, représentant le quartier Santa Maria Novella; Beltrame de'Pazzi, membre de la noblesse, et Piero Rigaletti, membre du Popolo, représentant le quartier San Giovanni.
Cependant, cette nouvelle organisation du pouvoir ne dura pas. Les nouveaux Prieurs entrèrent en charge le 28 août 1343. Rapidement, la cité vit s'opposer les factions noble et populaire. Cette dernière s'empara du pouvoir, et les quatre Prieurs nobles renoncèrent à leur charge le 22 septembre suivant. Les Huit Conseillers furent supprimés. Par ailleurs, le Gonfalonier de Justice fut rétabli. 
Dorénavant, le Collège des Prieurs fut composé de neuf membres : le Gonfalonier de Justice, chargé de le présider, et huit Prieurs, tous membres du Popolo, soit deux par nouveaux quartiers.

### La réforme de 1378 (révolte des Ciompi)
En 1378, la révolte des Ciompi transforme brièvement la composition du gouvernement de Florence. Les Ciompi constituaient la classe plébéienne de la cité. Ils n'étaient pas organisés en professions reconnues officiellement par les institutions, contrairement à la grande bourgeoisie, organisée en Arts majeurs, et à la petite bourgeoisie, organisée en Arts mineurs. Ils ne participaient donc pas non plus au gouvernement de la ville puisque les Prieurs étaient élus parmi les membres des Arts majeurs (six Prieurs) et mineurs (deux Prieurs). Les Ciompi renversèrent le gouvernement le 22 juillet. Ils s'allièrent à certains représentants de la bourgeoisie des Arts mineurs, qui s'estimaient mal représentés au sein du Collège des Prieurs. Le lendemain 23 juillet 1378, un nouveau gouvernement fut institué. Le nombre des représentants des Arts majeurs fut réduit à deux. Le nombre des représentants des Arts mineurs fut maintenu à deux. Les représentants du popolo minuto, c'est-à-dire le petit peuple (par opposition à la bourgeoisie, le popolo grasso), furent au nombre de quatre. Le cardeur de laine Michele di Lando obtint le poste prestigieux de Gonfalonier de Justice.
Mais ce gouvernement ne combla pas les aspirations des Ciompi. Des révoltes eurent lieu. Elles furent réprimées par Michele di Lando, responsable de la sécurité publique en tant que Gonfalonier de Justice. Par ailleurs, les conflits d'intérêts entre la petite bourgeoisie des Arts mineurs et les Ciompi apparurent très vite. Très rapidement cette petite bourgeoisie se rapprocha de celle des Arts majeurs. Une manifestation des Ciompi fut écrasée le 31 août sur la piazza della Signoria. L'ordre oligarchique ancien fut aussitôt rétabli. Le 1er septembre suivant un nouveau gouvernement, élu selon la procédure antérieure, fut mis en place.

### La fin de la république de Florence (1532)
La Signoria, c'est-à-dire le gouvernement du Collège des Prieurs, est abolie lors de l'institution du duché de Florence au profit d'Alexandre de Médicis en 1532.
En 1569, le duché de Florence est intégré avec le territoire de la république de Sienne au sein du grand-duché de Toscane.